# داملاسو (گوله)
داملاسو (به ترکی استانبولی: Damlasu) یک منطقهٔ مسکونی در ترکیه است که در گوله (شهر) واقع شده‌است. داملاسو ۲٬۱۰۰ متر بالاتر از سطح دریا واقع شده‌است.